# Come Back, Africa
Come Back, Africa é um filme de 1959 do cineasta estadunidense Lionel Rogosin que retrata a situação discriminatória vivida na África do Sul com a ascensão do Partido Nacional naquela década, com endurecimento das leis segregacionistas e início do regime que passou à história com o nome de Apartheid.
Em sua primeira década no poder o Partido Nacional institucionalizou a segregação impondo graves restrições à educação, trabalho, relacionamentos, habitação e outras, de forma que o filme teve que ser gravado secretamente, e é considerado o primeiro filme sul-africano anti-apartheid.

## Enredo
O filme traz a história de Zacharia, um homem negro que é preso numa condição que viria a se tornar comum no país - ele é um trabalhador que migra para conseguir emprego e o consegue num local em que, por conta das divisões estabelecidas, ele estaria proibido de trabalhar.
O enredo, assim, "é um trabalho seminal sobre as condições do negro sob o apartheid", no dizer o pesquisador Martin Botha da Universidade da Cidade do Cabo.

## Recepção
Para o crítico do jornal The New York Times Bosley Crowther, em análise feita no ano de seu lançamento, os atores são fracos e parecem atuar para a câmara; a despeito disso o filme "nos mostra os nativos africanos em foco total, austeros e crus, de modo que os aspectos íntimos feios deles são tão evidentes quanto a crueldade de sua sorte", sendo um retrato oportuno da vida dos negros na África do Sul.